# ダニエル・マニング (アメリカンフットボール)
ダニエアル・マニング（Danieal Manning 1982年8月9日- ）はテキサス州コーシカーナ出身の元アメリカンフットボール選手。NFLのシカゴ・ベアーズ、ヒューストン・テキサンズに所属していた。現役時代のポジションはフリーセイフティ。

## 経歴
高校時代、ディフェンシブバックとしてプレーした。ネブラスカ大学に進学したが、その後アビリーンクリスチャン大学に転校した。2006年のNFLドラフト2巡でシカゴ・ベアーズに指名されて入団した。彼はその年のディビジョンI校以外から最初に指名を受けた選手となった。
2008年、ニッケルバックとして起用されるようになった。第14週のジャクソンビル・ジャガーズ戦では最初の相手の攻撃シリーズでデビッド・ギャラードのパスをインターセプト、敵陣5ヤードまでリターン、タッチダウンにつなげた。またシーズン半ばにそれまでデビン・ヘスターが任されていたリターナーに起用されるようになり、第15週のニューオーリンズ・セインツ戦で試合開始直後に83ヤードのリターンTDをあげるなどの活躍でNFCスペシャルチーム部門の週間MVPに選ばれた。
2009年、開幕前のトレーニングキャンプで先発フリーセイフティのポジションを確保したが、パスシチュエーションではクレイグ・ステルツがフリーセイフティに入り彼はニッケルバックにまわった。彼の役割が大きくなったことによりベアーズはリターナーにジョニー・ノックスを起用するようになった。
2010年、10月10日のカロライナ・パンサーズ戦ではキックオフを62ヤードリターンするビッグゲインを見せた。
2011年、フリーエージェントとなった彼は前年のパスディフェンスが最下位であったヒューストン・テキサンズと4年間2000万ドルの契約を結んだ。開幕から7試合先発出場していたが10月24日のテネシー・タイタンズ戦で左足を骨折した。
2012年、第4週のテネシー・タイタンズ戦で56ヤードのインターセプトリターンTDをあげている。
2013年は、セントルイス・ラムズ戦で右腓骨を骨折、10月15日に故障者リスト入りし、6試合の出場にとどまった。2014年3月31日にテキサンズから解雇された。4月3日にテキサンズで守備バックコーチを務めていたバンス・ジョセフが移籍していたシンシナティ・ベンガルズと1年契約を結んだ。